# Áslák hani
Áslák hani (apodado el Gallo, c. 1100) fue un miembro del hird del rey Sigurd el Cruzado, que aparece en las sagas nórdicas como el único que tuvo valor de enfrentarse al rey, en un momento de demencia momentánea, para reprimir su intención de comer carne en viernes, frente al incómodo silencio de los demás. Su historia aparece en Morkinskinna, donde se cita que una vez recuperado provisionalmente el rey de sus males espirituales, recompensó a Áslák con tres granjas, por el valor de su atrevimiento, sobre todo por su condición de pertenecer a una familia humilde.